# Taartman
Taartman is een Nederlandse film uit 2009. De speelfilm wordt geregisseerd door Annemarie van de Mond, bekend van HannaHannah en Roes.

## Verhaal
Ben van Bommel (Jaap Spijkers) werkt al jaren met veel passie als banketbakker. Door een belastingschuld dreigt Ben zijn zaak te verliezen, totdat een goede vriend een voorstel doet. Het afleveren van tien kilo coke lijkt de oplossing voor Bens problemen.
Bens goede vriend Sjoerd (Marcel Musters) wil zijn schulden aflossen als hij eenmalig voor hem als drugskoerier gaat werken. Ben is een man die alles op een legale manier doet en daarom ziet hij het eerst niet zitten. Als hij inziet dat hij hierdoor van al zijn problemen af is, besluit hij op het aanbod in te gaan.
Dit klusje bezorgt Ben echter nog meer problemen. Ben wordt zelfs verdacht van moord...

## Rolverdeling
| Rolverdeling      |                 |
| Acteur            | Personage       |
| Jaap Spijkers     | Ben van Bommel  |
| Betty Schuurman   | Tine van Bommel |
| Marcel Musters    | Sjoerd          |
| Tjitske Reidinga  | Bregtje         |
| Sylvia Hoeks      | Tina            |
| Dajo Hogeweg      | Sebastiaan      |
| Rik Launspach     | Bertrand        |
| Neeltje de Vree   | Eva             |
| Martijn Fischer   | Guido           |
| Iliass Ojja       |                 |
| Eva van der Gucht |                 |
| Guus Dam          |                 |